# Marc Deconinck
Marc Deconinck (Deurne, 12 mei 1945) is een Belgisch bestuurder en politicus van de PS en sinds 1992 burgemeester van de stad Bevekom. 

## Levensloop
Marc Deconinck is sinds 1992 burgemeester van Bevekom. Bij de gemeenteraadsverkiezingen van 2012 kwam hij op als lijsttrekker van de lijst Entente communale (EC) die bestond uit kandidaten van PS, MR en cdH. EC haalde 70,3% van de stemmen en Deconinck werd voor de vijfde keer burgemeester. Na de verkiezingen van 2018 volgde partijgenote Carole Ghiot hem op.
Hij is of was ook raadgevend lid van het Federaal Uitvoerend Bureau van de PS, lid van het Raadgevend Comité van Ethias, bestuurder van de Waalde holdingmaatschappij Socofe en bestuurder van GAL Culturalité en Hesbaye brabançonne. In 2001 volgde hij Bernard Anselme als voorzitter van de raad van bestuur van Dexia Bank België op. Alfred Bouckaert volgde hem in 2011 op.